# Acaenica diaperas
Acaenica diaperas is een vlinder van de familie van de visstaartjes (Nolidae), van de onderfamilie van de Chloephorinae. De wetenschappelijke naam van deze soort is voor het eerst voorgesteld door George Francis Hampson in een publicatie uit 1918.
De soort komt voor in Mozambique.